# ميشيل سميث (لاعبة كرة لينة)
ميشيل سميث (بالإنجليزية: Michele Mary Smith)‏ هي لاعبة كرة لينة أمريكية، ولدت في 21 يونيو 1967 في كاليفون في الولايات المتحدة.

## وصلات خارجية
- الموقع الرسمي
- ميشيل سميث على موقع أوليمبيديا (الإنجليزية)